# Clovis Constant
Pour les articles homonymes, voir Constant.
Clovis Constant, né le 7 octobre 1888 à Saint-Juire-Champgillon (Vendée) et mort le 3 octobre 1964 à Nantes, est un homme politique français, maire socialiste de Nantes de 1944 à 1945, député de Loire-Inférieure à l’Assemblée nationale constituante de 1945.

## Biographie

### Postier et syndicaliste
Après avoir été reçu au concours du surnumérariat, il entre aux Postes et télégraphes avec le grade de commis des PTT. Nommé au central télégraphique du Havre (Seine-Maritime), il s'implique aussitôt dans les mouvements de grève qui secouent les PTT en 1909. Le Havre est un des lieux où la grève est la plus forte. Mais elle n'est pas autorisée aux fonctionnaires : à la fin du conflit, en mai 1909, Clovis Constant est l'un des 800 postiers révoqués par le gouvernement Clemenceau. Réintégré en 1910, il reste un militant syndical des PTT, membre de la fédération postale de la CGT. Il est mobilisé durant la Première Guerre mondiale.

### Membre de la SFIO et résistant
À son retour à la vie civile, il est nommé à Nantes et adhère à la Section française de l'Internationale ouvrière (SFIO). Il s'implique aussi dans le mouvement mutualiste, devenant président de l'Union des sociétés mutualistes des PTT de Loire-Inférieure. Sur le plan professionnel, il atteint le niveau de chef de section.
À la déclaration de guerre il est secrétaire de la section nantaise de la SFIO. Sous l'Occupation allemande, il participe à la Résistance. Du fait de la disparition de responsables plus importants, soit fusillés (Alexandre Fourny, Albert Vinçon…), soit neutralisés (Auguste Pageot...), il est, en 1943-44, de fait responsable de la fédération de Loire-Inférieure en tant que correspondant de Tanguy Prigent du Conseil national de la Résistance (CNR). Son bras droit est Georges Briand, secrétaire de la fédération de Loire-Inférieure. Dans la Résistance, il appartient au mouvement Libération-Nord (pseudonyme : « Antoine »), dont il devient vice-président. Il passe dans la clandestinité en mai 1944
Après la constitution du Comité départemental de Libération en septembre 1943, les premiers membres ayant subi la répression allemande, il y entre comme représentant de la SFIO et en devient vice-président en juin 1944, aux côtés d'Auguste Péneau (CGT) et de René Bernier.
Après la libération de Nantes (12 août 1944), le pouvoir légal est assumé par le CDL, puis par le Commissaire de la République de la région d'Angers, Michel Debré (Alain Savary à partir du 23 mars 1945). Le 19 août, un nouveau préfet de Nantes est nommé, Alexandre Vincent. Le 28 août, la municipalité Orrion est révoquée et une nouvelle Délégation municipale nommée avec Clovis Constant à sa tête.

### Maire de Nantes (septembre 1944-mai 1945)
Le 31 août, le préfet installe la Délégation municipale provisoire. La commission comprend 24 membres dont 3 autres socialistes : Georges Briand, Alexandre Gosselin et Jean Lepage.
En octobre 1944, le congrès national de la SFIO prononce l'exclusion des 4 députés de 1936, qui ont voté les pleins pouvoirs à Pétain le 10 juillet 1940, dont 3 Nantais : Auguste Pageot, maire de Nantes de 1935 à 1940, Maurice Thiéfaine, Eugène Le Roux et le Nazairien François Blancho. Seul ce dernier sera réintégré ultérieurement dans le parti.
Le mandat assez court de Clovis Constant est marqué des événements symboliques : la réinstallation du buste d'Ange Guépin sur la place Delorme le 24 septembre 1944 (son buste de bronze ayant été fondu au début de l'Occupation) ; la visite à Nantes du général de Gaulle les 14 et 15 janvier 1945, au cours de laquelle Clovis Constant reçoit des mains de De Gaulle la Croix de l'Ordre de la Libération et la Croix de guerre 1939-1945 décernées à la ville de Nantes.
Lors du premier tour des élections municipales en avril 1945, la liste de la SFIO devance la liste radicale (André Morice), mais est derrière la liste communiste menée par Jean Philippot du Front national. Au second tout, ces trois listes fusionnent dans une liste d'Union patriotique républicaine et antifasciste sous la direction de Jean Philippot. Clovis Constant devient simple conseiller municipal.

### Carrière ultérieure
Le 21 octobre 1945, premier de la liste présentée par la SFIO (19 % des voix, derrière la liste de droite), Clovis Constant est élu député à la première Assemblée constituante avec Jean Guitton, de Saint-Nazaire. Clovis Constant est membre de la Commission des PTT (et des moyens de communication).
Mais, aux élections suivantes le 2 juin 1946, il n'est que second derrière Jean Guitton, seul élu socialiste, la liste n'obtenant que 15 % des voix.
Il est de nouveau sur la liste SFIO pour les élections législatives de novembre 1946, mais en quatrième position.
En 1958, il se présente aux élections législatives comme suppléant d'André Routier-Preuvost, secrétaire de la fédération SFIO de la Loire-Atlantique, mais celui-ci échoue, comme c'était d'ailleurs prévisible.

### Décès
Il meurt le 3 octobre 1964 à Nantes, et est inhumé deux jours plus tard dans le cimetière Miséricorde (AL-2-1). Il est alors domicilié avenue Costes-et-Le Brix.

## Décorations
- Chevalier de la Légion d'honneur
- Médaillé de la Résistance avec rosette[12]
- Médaille de la Liberté (États-Unis)

## Hommages
- Le boulevard Clovis-Constant, à Nantes (quartier Procé-Dervallières) lui rend hommage.